# Équipe de Nouvelle-Zélande féminine de squash
L'équipe de Nouvelle-Zélande féminine de squash est la sélection des joueuses néo-zélandaises de squash participant aux championnats du monde par équipes tous les 2 ans depuis 1979. Elle est placée sous l'égide de la Fédération néo-zélandaise de squash (en).
Depuis 1979, la Nouvelle-Zélande a participé à deux finales du championnats du monde par équipes.

## Équipe actuelle
- Joelle King
- Amanda Landers-Murphy
- Abbie Palmer
- Kaitlyn Watts

## Résultats

### Championnats du monde par équipes
| Année                    | Résultat             | Position             | V                    | D                    |
| ------------------------ | -------------------- | -------------------- | -------------------- | -------------------- |
| Birmingham 1979          | Pas de participation | Pas de participation | Pas de participation | Pas de participation |
| Toronto 1981             | Demi-finale          | 3e                   | 6                    | 2                    |
| Perth 1983               | Demi-finale          | 3e                   | 3                    | 2                    |
| Dublin 1985              | Finale               | 2e                   | 7                    | 1                    |
| Auckland 1987            | Demi-finale          | 3e                   | 5                    | 2                    |
| Warmond 1989             | Demi-finale          | 3e                   | 4                    | 2                    |
| Sydney 1990              | Demi-finale          | 3e                   | 3                    | 2                    |
| Vancouver 1992           | Finale               | 2e                   | 4                    | 2                    |
| Guernesey 1994           | Demi-finale          | 4e                   | 2                    | 3                    |
| Petaling Jaya 1996       | Demi-finale          | 4e                   | 3                    | 3                    |
| Stuttgart 1998           | Demi-finale          | 3e                   | 3                    | 3                    |
| Sheffield 2000           | Demi-finale          | 3e                   | 5                    | 1                    |
| Odense 2002              | Demi-finale          | 3e                   | 6                    | 1                    |
| Amsterdam 2004           | Demi-finale          | 3e                   | 6                    | 1                    |
| Edmonton 2006            | Quart de finale      | 5e                   | 4                    | 2                    |
| Le Caire 2008            | Demi-finale          | 4e                   | 5                    | 2                    |
| Palmerston North 2010    | Demi-finale          | 4e                   | 4                    | 2                    |
| Nîmes 2012               | Quart de finale      | 7e                   | 3                    | 3                    |
| Niagara-on-the-Lake 2014 | Poules               | 10e                  | 4                    | 3                    |
| Issy-les-Moulineaux 2016 | Quart de finale      | 7e                   | 3                    | 3                    |
| Dalian 2018              | Poules               | 8e                   | 2                    | 4                    |
| Total                    | 20/21                | 0 titres             | 82                   | 44                   |